# قلعه آگره
قلعه آگره (به هندی: आगरा का किला) یا لال قلعه که همچنین به قلعه سرخ یا حصار سرخ نیز مشهور است؛ در شهر آگره هند و در شمال بنای مشهور تاج‌محل، واقع شده‌است. این بنا که قدمت آن به سدهٔ شانزدهم می‌رسد به همراه تاج محل از جاذبه‌های گردشگری این شهر به‌حساب می‌آید.
این قلعه مستحکم از سنگ ماسه سرخ رنگ با دیوارهایی به طول ۵/۲ کیلومتر، شهر سلطنتی گورکانیان را در خود جای داده‌است. این منطقه شامل تعداد زیادی کاخ افسانه‌ای، از جمله کاخ جهانگیرشاه و خاص محل که توسط شاه جهان ساخته شده‌است و شامل سرسرای تماشاگران مانند دیوان خاص و دو مسجد بسیار زیبا می‌شود.
برخی مورخین معتقدند قلعه آگره ابتدا متعلق به دودمان لوریس بوده و در سدهٔ شانزدهم میلادی به وسیله اکبرشاه پادشاه بزرگ گورکانی تصرف شده‌است. اکبر در دوره حکومت نسبتاً طولانی خود مرکز حکمرانی را از دهلی به اگره تغییر داد و این قلعه یا ارگ یکی از ارکان حکومتی او بود.
چنانچه از بناهای این دوران برمی‌آید اکبرشاه علاقه زیادی به سنگ ماسه سرخ داشت و برای عمارت‌های این بنا از این سنگ استفاده کرد به همین دلیل امروزه به آن قلعه سرخ یا ارگ سرخ آگره نیز گفته می‌شود که نباید با قلعه سرخ در دهلی اشتباه گرفت.

## اشعار فارسی
در داخل اتاقهای خواب خاص محل تمام اتاقها با شعر فارسی تزئیین شده‌است
روی سنگ قبر به فارسی نوشته شده‌است:

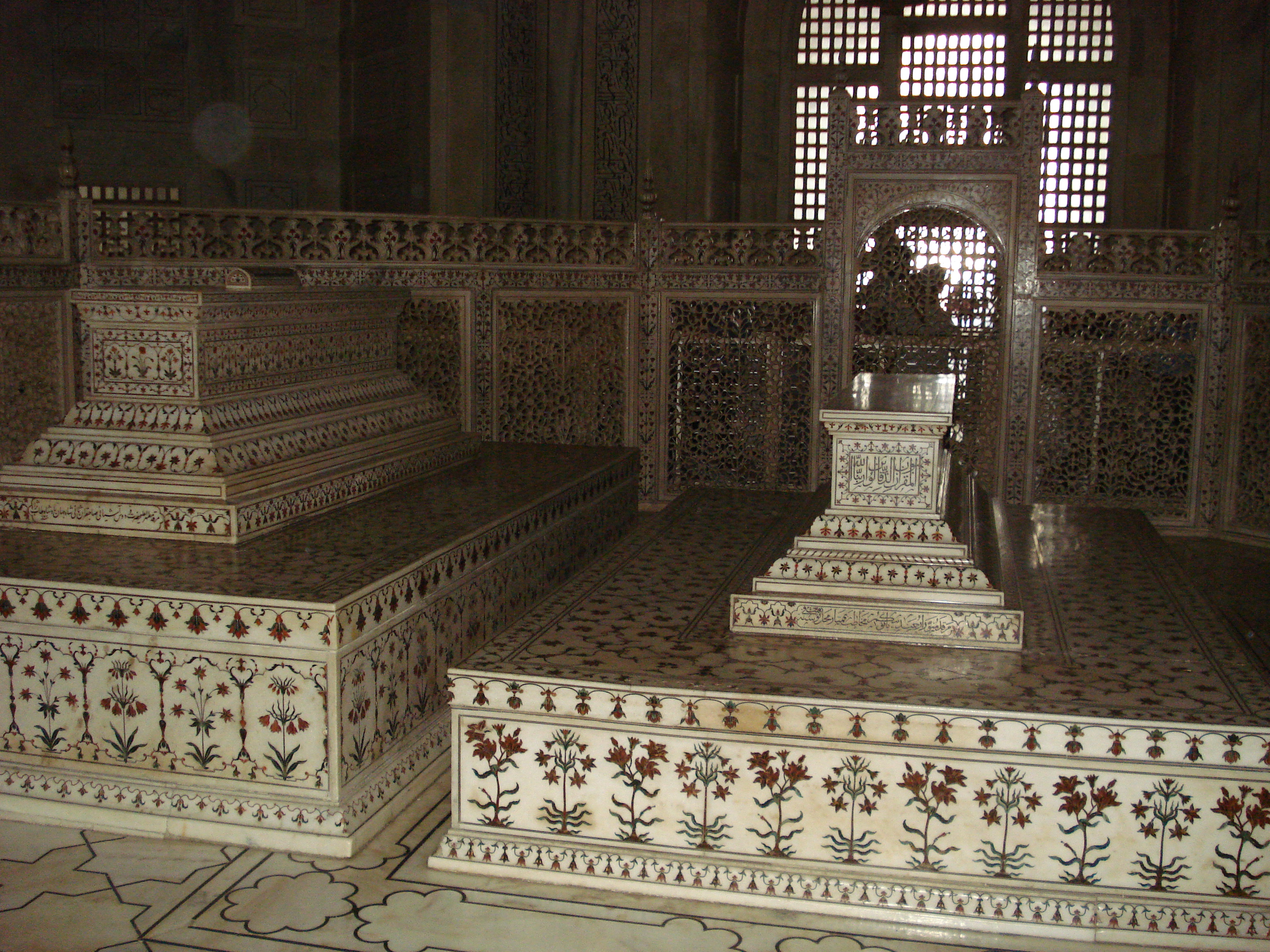
tombs

- مرقد منور ارجمندبانو بیگم مخاطب به ممتاز محل توفی سنه…
- مرقد مطهر اعلیحضرت فردوس آشیانی صاحبقران ثانی شاه جهان طاب ثراه سنه ۱۰۷۶ ق)

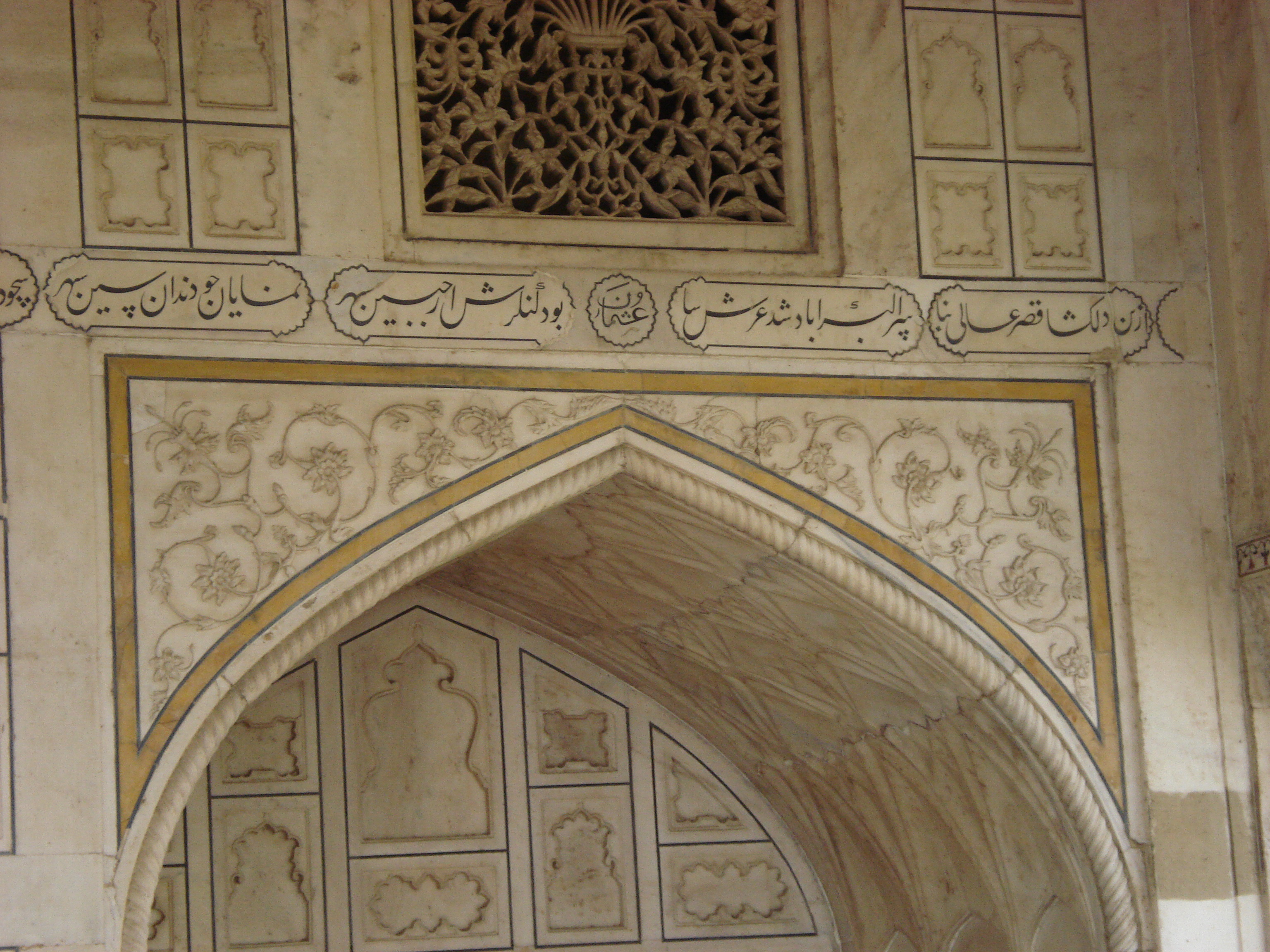
یک نمونه از اشعار فارسی

## نگارخانه

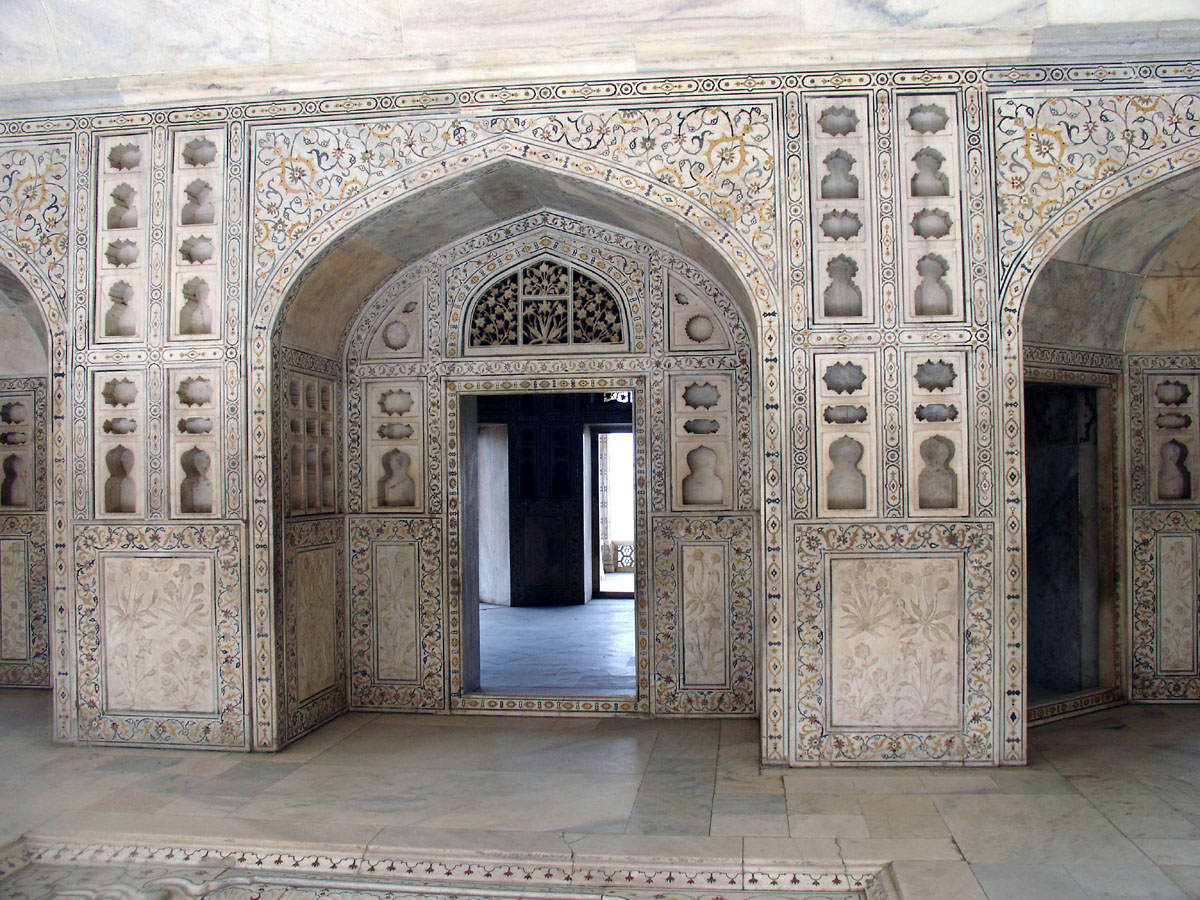
نمایی از داخل قلعه آگره
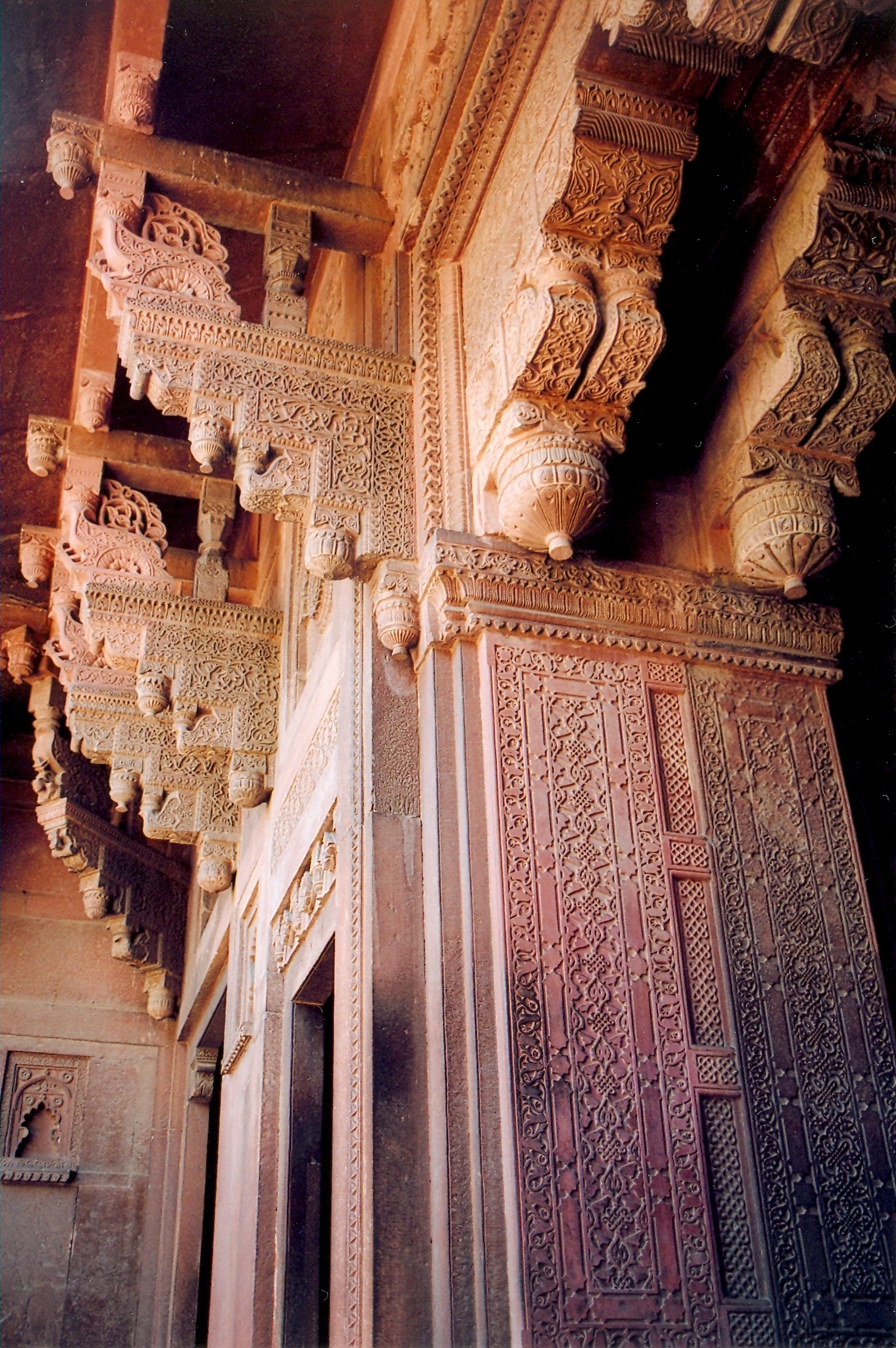
تزئینات ستون‌های قلعه آگره
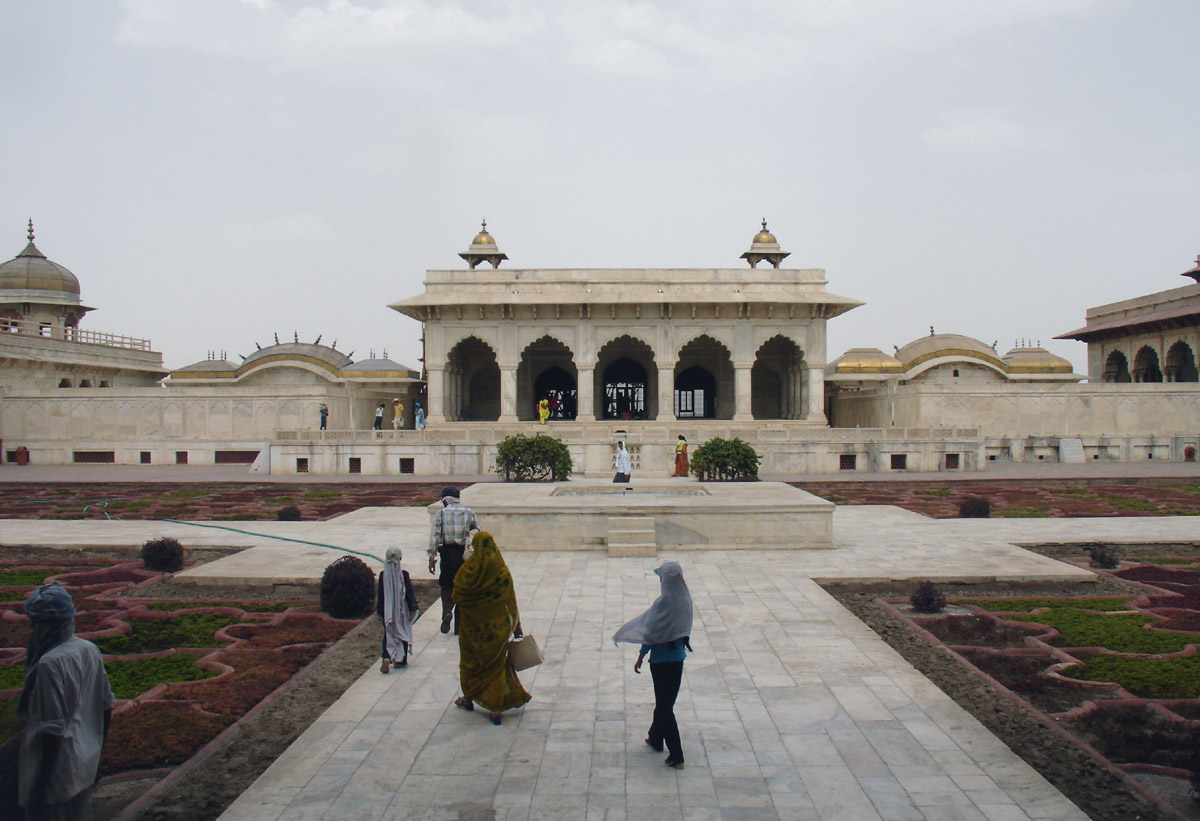
قصری داخل قلعه آگره